# Grünenthal
La Grünenthal GmbH è una industria farmaceutica tedesca con sede ad Aquisgrana. Fondata nel 1946 a Stolberg (Rhld.), fu la prima azienda tedesca a produrre e commercializzare la penicillina, sotto il controllo degli Alleati alla fine della seconda guerra mondiale. La società, come Grünenthal Pharma GmbH & Co. Kommanditgesellschaft, appartiene alla famiglia Wirtz.
La società ha consociate in Europa e America latina e USA; il fatturato per il 50% è dato dalla produzione di antidolorifici, attraverso lo sviluppo di molecole come Tramadol e Tapentadol. Grünenthal è membro della Verband forschender Arzneimittelhersteller tedesca.

## Storia

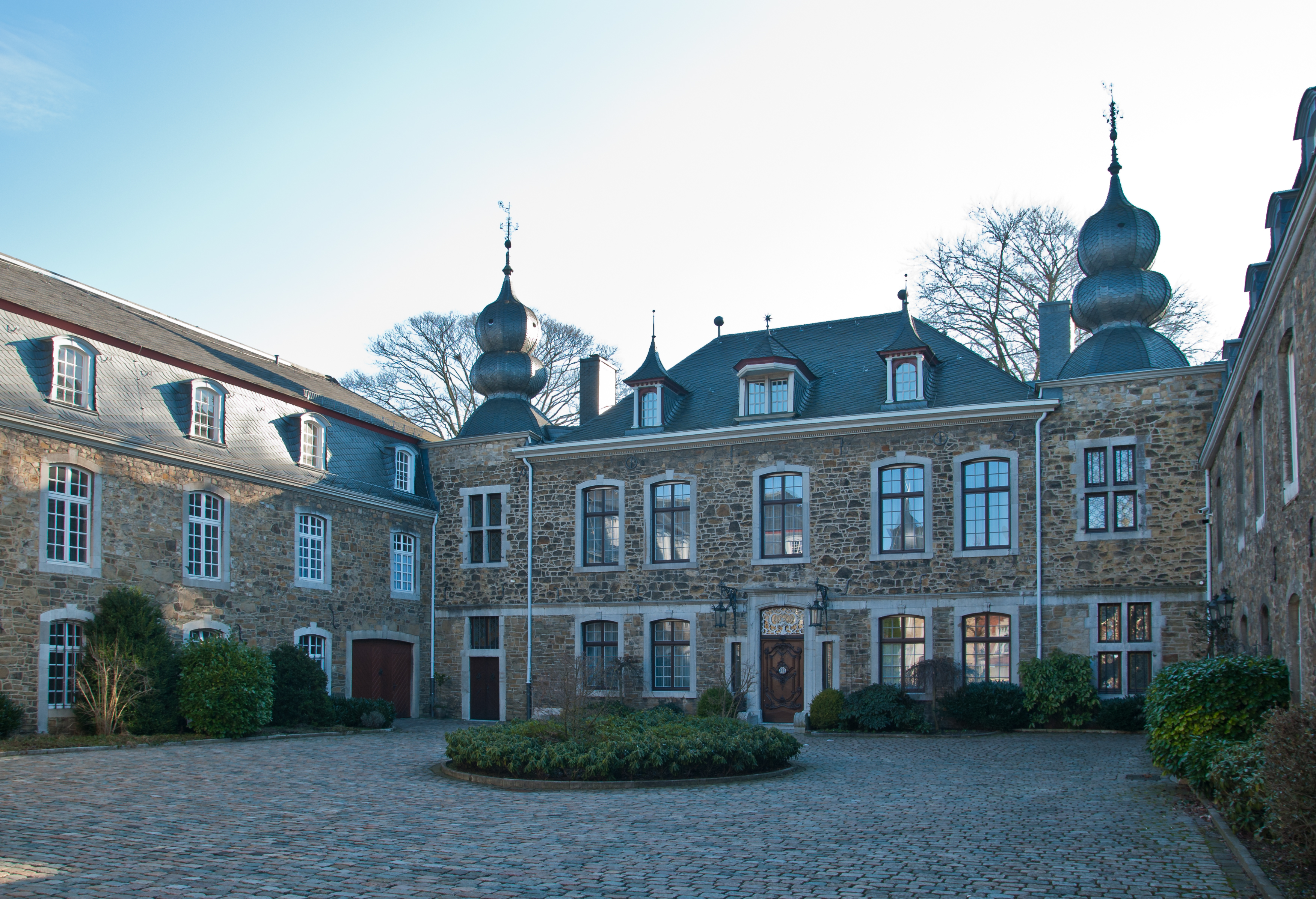
Il Kupferhof Grünenthal, sede a Stolberg

L'azienda venne fondata nel 1845 da Andreas August Wirtz a Stolberg (Rhld.) e dalla fine del 1888 fino al 1889 la sede fu presso  Kupferhof Grünenthal alla fabbrica di sapone Mäurer & Wirtz. La società venne rifondata nel 1946 come Chemie Grünenthal GmbH a Stolberg dalla famiglia Wirtz. Il 29 gennaio 1946 venne registrata presso la camera di commercio di Stolberger. Tra i prodotti del secondo dopoguerra vi furono disinfettanti, cosmetici e antiparassitari per piante. Dal luglio 1948 iniziò la presidenza di Jakob Chauvistré e il direttore scientifico fu il chimico Heinrich Mückter. Il prodotto di punta dell'epoca fu la pastiglia all'eucalipto Grünetten, che rappresentava il 63% del fatturato mensile. Più tardi la società divenne Grünenthal GmbH e con sede ad Aquisgrana.

### Penicillina

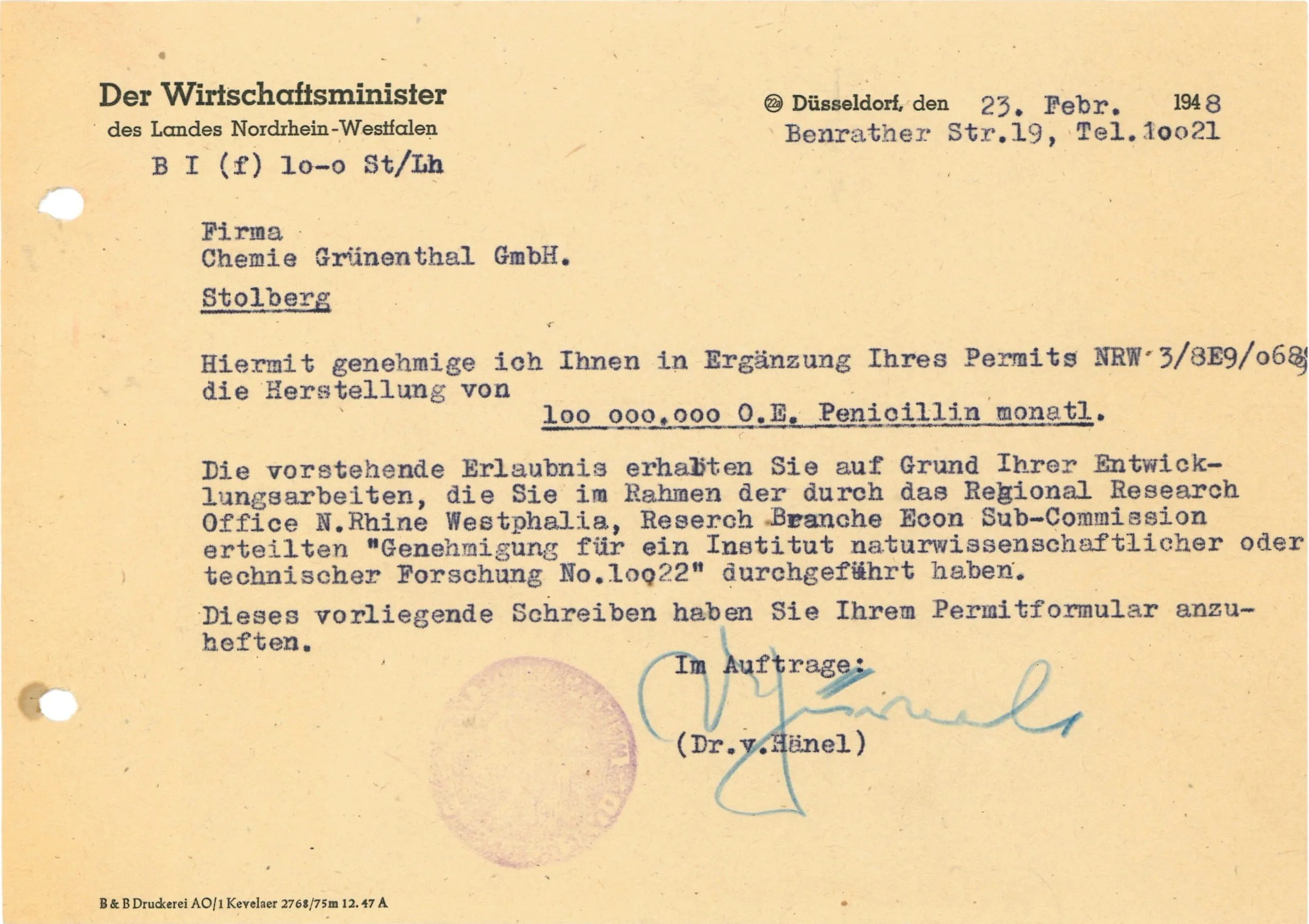
Autorizzazione alla fabbricazione di penicillina del 1948

La Grünenthal GmbH fu la prima azienda del dopoguerra a produrre penicillina nel 1948, per la Germania Ovest, mentre per la Germania Est fu la Jenapharm. Gli Alleati proibirono fino ad allora la ricerca e la produzione di penicillina ai tedeschi. Le circostanze per cui Heinrich Mückter divenne in quel periodo direttore scientifico rimangono non chiare. Grünenthal non si espresse nella motivazione, ma sappiamo che Mückter faceva da prima esperimenti sulla cura del tifo presso il Institut für Fleckfieber- und Virusforschung del Oberkommandos des Heeres a Krakau con antibiotici sperimentali. Dal Ministero dell'Economia tedesco arrivò alla società Chemie Grünenthal il 23 febbraio 1948 il permesso di ricerca e produzione di penicillina con Regional Research Office N. Rhine Westphalia, Research Branche Econ Sub-Commission approvazione di "Genehmigung für ein Institut naturwissenschaftlicher oder technischer Forschung No. 10022".

### Contergan
La società fu molto nota negli anni'50-'60 per la produzione e commercializzazione del farmaco Contergan, che determinò lo scandalo omonimo. Il farmaco, basato sulla molecola sviluppata da Grünenthal a nome talidomide, fu commercializzata dal 1957 come neurolettico. Il prodotto, apparentemente innocuo sotto il profilo della tossicità sperimentale, si rivelò portatore di effetto teratogeno sul feto di donne gravide che assumevano il farmaco. I bambini nascevano così con malformazioni come la dismelia. Il farmaco venne ritirato dal mercato nel 1961. Purtroppo migliaia di bambini con malformazioni vennero alla luce in Germania e altre zone del mondo ove avvenne la commercializzazione del prodotto.